# Nothura parvula
Nothura parvula — викопний вид птахів родини Тинамові (Tinamidae). Птах існував у пліоцені. Скам'янілості знайдені в Аргентині у провінції Буенос Айрес.